# Khalil Ben Gharbia
Pour les articles homonymes, voir Hazanavicius.
Khalil Gharbia, est un acteur français. Il se fait connaître à partir de 2021 en faisant partie du casting de la série Skam France. En 2022, il tient un des rôles principaux de la mini-série Les 7 Vies de Léa produite et diffusée par Netflix, et est à l'affiche du film Peter von Kant de François Ozon présenté en ouverture de la Berlinale.

## Biographie
De 2017 à 2019, il suit des cours de théâtre au sein des Ateliers d'Amélie. François Ozon, qui l'a remarqué dans le court-métrage suédois intitulé Nattåget (Le Train de nuit), décide de lui confier le rôle d'Amir dans son film Peter von Kant.

## Filmographie

### Cinéma
- 2020 : Nattåget, court métrage de Jerry Carlsson : Ahmad
- 2022 : Les Primates, court métrage de Mathis Raymond & Marguerite Thiam : Isaac
- 2022 : Peter von Kant de François Ozon : Amir
- 2023 : Le Paradis de Zeno Graton : Joe
- 2024 : Barbès, Little Algérie de Hassan Guerrar : Riyad

### Télévision
- 2021 : Skam France (série télévisée) : Bilal Chérif (rôle principal saisons 7 à 9 - rôle récurrent saison 10)
- 2020 : Il est elle (téléfilm) de Clément Michel : Salim
- 2022 : Les 7 Vies de Léa (mini-série) de Charlotte Sanson : Ismaël
- 2024 : Mary and George (mini-série) de D. C. Moore : Jean
- 2024 : L'Heure zéro (mini-série) de Rachel Bennette